# Hermann Ambronn
Ernst Ludwig Victor Hermann Ambronn (* 11. August 1856 in Meiningen; † 28. März 1927 in Jena) war ein deutscher Botaniker und Physiker.
Als Sohn eines Kaufmanns besuchte Hermann Ambronn von 1866 bis 1877 das Gymnasium Bernhardinum in Meiningen und studierte anschließend in Heidelberg, Wien und Berlin. An der Universität Berlin wurde er 1880 mit der Arbeit Über einige Fälle von Bilateraltät bei den Florideen promoviert. 1881 wurde er Assistent am Botanischen Institut in Berlin und 1887 Kustos.
Ambronn wurde 1889 außerordentlicher Professor an der Universität Leipzig und 1899 außerordentlicher Professor am Lehrstuhl für wissenschaftliche Mikroskopie an der Universität Jena. Ab 1903 war er zugleich Leiter des von der Carl-Zeiss-Stiftung gegründeten Instituts für wissenschaftliche Mikroskopie. Ihm gelang die Entdeckung der Stäbchendoppelberechnung bei Kolloiden. 1890 wurde er zum Ordentlichen Mitglied der Königlich Sächsischen Gesellschaft der Wissenschaften gewählt. Hermann Ambronn ist der jüngere Bruder des Astronomen Leopold Ambronn.

## Werke
- Über die Entwickelungsgeschichte und die mechanischen Eigenschaften des Collenchyms. Ein Beitrag zur Kenntnis des mechanischen Gewebesystems. Berlin 1881.
- Über Poren in den Außenwänden von Epidermiszellen. Leipzig: Rossberg, 1882 (Leipzig, Univ., Habil.-Schr., 1882).
- Zur Mechanik des Windens. Leipzig 1884.
- Anleitung zur Benutzung des Polarisationsmikroskops bei histologischen Untersuchungen. Leipzig: J.J. Robolsky, 1892.
- Hermann Ambronn; Henry Siedentopf: Zur Theorie der mikroskopischen Bilderzeugung nach Abbe. Leipzig: S. Hirzel, 1913.
- Hermann Ambronn; A Köhler: Methoden zur Prüfung der Objektivsysteme. Apertometer und Testplatte nach Abbe. Leipzig: S. Hirzel, 1914.
- Hermann Ambronn; Albert Frey-Wyssling: Das Polarisationsmikroskop: seine Anwendung in der Kolloidforschung und in der Färberei. Leipzig: Akademische Verlagsgesellschaft, 1926.